# ADRB3
ADRB3 (англ. Adrenoceptor beta 3) – білок, який кодується однойменним геном, розташованим у людей на короткому плечі 8-ї хромосоми. Довжина поліпептидного ланцюга білка становить 408 амінокислот, а молекулярна маса — 43 519.
| 10         |  | 20         |  | 30         |  | 40         |  | 50         |
| ---------- |  | ---------- |  | ---------- |  | ---------- |  | ---------- |
| MAPWPHENSS |  | LAPWPDLPTL |  | APNTANTSGL |  | PGVPWEAALA |  | GALLALAVLA |
| TVGGNLLVIV |  | AIAWTPRLQT |  | MTNVFVTSLA |  | AADLVMGLLV |  | VPPAATLALT |
| GHWPLGATGC |  | ELWTSVDVLC |  | VTASIETLCA |  | LAVDRYLAVT |  | NPLRYGALVT |
| KRCARTAVVL |  | VWVVSAAVSF |  | APIMSQWWRV |  | GADAEAQRCH |  | SNPRCCAFAS |
| NMPYVLLSSS |  | VSFYLPLLVM |  | LFVYARVFVV |  | ATRQLRLLRG |  | ELGRFPPEES |
| PPAPSRSLAP |  | APVGTCAPPE |  | GVPACGRRPA |  | RLLPLREHRA |  | LCTLGLIMGT |
| FTLCWLPFFL |  | ANVLRALGGP |  | SLVPGPAFLA |  | LNWLGYANSA |  | FNPLIYCRSP |
| DFRSAFRRLL |  | CRCGRRLPPE |  | PCAAARPALF |  | PSGVPAARSS |  | PAQPRLCQRL |
| DGASWGVS   |  |            |  |            |  |            |  |            |

A: Аланін

C: Цистеїн

D: Аспарагінова кислота

E: Глутамінова кислота

F: Фенілаланін

G: Гліцин

H: Гістидин

I: Ізолейцин

K: Лізин

L: Лейцин

M: Метіонін

N: Аспарагін

P: Пролін

Q: Глутамін

R: Аргінін

S: Серин

T: Треонін

V: Валін

W: Триптофан

Кодований геном білок за функціями належить до рецепторів, g-білокспряжених рецепторів, білків внутрішньоклітинного сигналінгу. 
Локалізований у клітинній мембрані, мембрані.